# Беломорская военно-морская база
Краснознамённая Беломорская военно-морская база (БелВМБ) — военно-морская база Северного флота Российской Федерации, дислоцированная в городе Северодвинске (Архангельской области). База подчиняется командующему Северным флотом.

## История
Строительство базы в районе Молотовска (ныне Северодвинск) началось в июле 1940 года. 20 августа 1940 года база стала называться Беломорской военно-морской базой Северного флота. В состав базы были включены части и учреждения Северного флота, дислоцированные на Белом море.
Создание базы было обусловлено началом строительства в 1938 году крупного судостроительного и судоремонтного центра в Молотовске (название города Северодвинска в 1938—1957 годах), лесоэкспортного порта в Архангельске, других портов на Белом море (в том числе Кандалакши и Беломорска, который был в 1941—1945 годах временной столицей Карело-Финской ССР), которые нуждались в надежном прикрытии и защите.
В начале Великой Отечественной войны сил, базировавшихся в Кольском заливе, было недостаточно для защиты советского побережья Северного Ледовитого океана, в августе 1941 года Беломорская военно-морская база была переформирована в Беломорскую военную флотилию (БВФ).
Приказом командующего Северным флотом от 16 февраля 1945 года № 091 Беломорская военная флотилия была переформирована в Беломорский морской оборонительный район (БеМОР) в составе соединений и частей бывшей БВФ, с сохранением разграничительных зон ответственности.
В 1948 году вновь создаётся Беломорская флотилия Северного флота, которая в январе 1957 года переформировывается в Беломорскую военно-морскую базу Северного флота.
Задачами Беломорской ВМБ стали:
- обеспечение испытаний атомных подводных лодок и ядерного оружия;
- осуществление обороны промышленных предприятий и защиты горла Белого моря;
- Оперативное (боевое), техническое и тыловое обеспечение боевой и повседневной деятельности кораблей и частей ВМФ, базирующихся в зоне базы;
- Обеспечение расквартирования, коммунально-бытового и культурно-просветительного обслуживания личного состава в зоне ответственности базы.

В 1975 году Беломорская военно-морская база удостоена высокой правительственной награды — ордена Красного Знамени.
По данным журнала «Власть», на начало 2008 года в состав БелВМБ входили следующие корабли и соединения:
- 43-й отдельный дивизион кораблей охраны водного района (Северодвинск)
  - МПК-7 «Онега» — малый противолодочный корабль проекта 1124М. Бортовой номер 164, в составе флота с 1991 года.
  - МПК-130 «Нарьян-Мар» — малый противолодочный корабль проекта 1124М. Бортовой номер 138, в составе флота с 1990 года.
  - МТ-434 — морской тральщик проекта 1332. В составе флота с 1973 года.
- 339-я отдельная бригада строящихся и ремонтируемых подводных лодок (Северодвинск)
- 16-я бригада строящихся и ремонтируемых кораблей (Северодвинск)
- 45-й Государственный центральный морской полигон «Нёнокса» (Сопка)

В 2008 году моряки Беломорской военно-морской базы совместно с эскадрой атомных подводных лодок и ВВС Северного флота принимали участие в командно-штабных учениях флота, которые проводились в рамках стратегического командно-штабного учения «Стабильность-2008».
После завершения цикла испытаний ракет Р-30 «Булава-30» было принято решение передать ТК-208 «Дмитрий Донской» на Беломорскую военно-морскую базу.
Части Беломорской военно-морской базы дислоцированы преимущественно в Северодвинске, где сосредоточены крупнейшие предприятия судостроительного и судоремонтного комплекса: ОАО «Севмаш» и Центр судоремонта «Звёздочка». В Белом море проходят испытания новейшего морского оружия, в том числе стратегического. В 2010—2011 годах подводниками Северного флота были осуществлены пуски баллистической ракеты «Булава», которая в перспективе составит основу морских стратегических ядерных сил России.

### Взрыв в августе 2019 года
8 августа 2019 года на военном полигоне произошёл взрыв при испытаниях новой техники. Погибли пять специалистов ядерного центра «ВНИИЭФ», осуществлявших инженерно-техническое сопровождение изотопных источников питания, ещё трое получили ранения.
По утверждению Минобороны и корпорации «Росатом», на полигоне взорвался жидкостный ракетный двигатель, в котором использовался радиоизотопный источник питания. Эта же версия была приведена в газете «Известия».
Эксперты по ядерному оружию из Института международных исследований Миддлбери Джеффри Льюис и Энн Пеллегрино на основании спутниковых фотографий и косвенных данных высказали мнение, что несчастный случай произошёл во время испытаний крылатой ракеты «Буревестник» с ядерной установкой. Однако другой эксперт, Майкл Кофман из Центра Вилсона поставил под сомнение эти предположения и заявил, что взрыв никак не связан с «Буревестником».

## Командиры
- контр-адмирал Кузнецов, Аполлон Александрович — с августа 1940 до августа 1941 года
- контр-адмирал Долинин, Михаил Михайлович — с августа до октября 1941 года
- вице-адмирал Степанов, Георгий Андреевич — с октября 1941 до марта 1943 года
- вице-адмирал Кучеров, Степан Григорьевич — с марта 1943 до августа 1944 года
- вице-адмирал Пантелеев, Юрий Александрович — с августа 1944 до июля 1946 года
- капитан 1 ранга Кручёных, Аркадий Васильевич — с сентября 1946  до апреля 1948 года
- контр-адмирал Чероков, Виктор Сергеевич — с апреля 1948 до января 1949 года
- контр-адмирал Богуславский, Николай Феоктистович — с января 1949 до февраля 1951 года
- контр-адмирал Шибаев, Николай Иванович — с февраля 1951 до июня 1952 года
- контр-адмирал Сурабеков, Валериан Иосифович — с июня 1952  до января 1953 года
- контр-адмирал Сергеев, Николай Дмитриевич — с января 1953 до марта 1956 года
- контр-адмирал Волков, Алексей Васильевич — с марта 1956 до декабря 1957 года
- контр-адмирал Балакирев, Константин Михайлович — с декабря 1957 до марта 1958 года
- контр-адмирал Осипов, Михаил Ильич — с марта 1958 до августа 1963 года
- контр-адмирал Ямковой Борис Ефимович — с августа 1963 до августа 1966 года
- контр-адмирал Филимонов, Семён Никифорович — с августа 1966 до декабря 1972 года
- вице-адмирал Проскунов, Михаил Григорьевич — с декабря 1972 до августа 1975 года
- контр-адмирал Симоненко, Анатолий Петрович — с августа 1975 до января 1980 года
- контр-адмирал Воронов, Юрий Александрович — с января 1980 до июля 1982 года
- вице-адмирал Мочалов, Владимир Васильевич — с июля 1982 года
- контр-адмирал Барановский, Валентин Яковлевич — до мая 1989 года
- контр-адмирал Сальников, Леонид Михайлович — с мая 1989 до июня 1994 года[17]
- вице-адмирал Пахомов, Николай Павлович — с июня 1994 до апреля 2003 года[18]
- вице-адмирал Трегубов Олег Александрович — с апреля 2003 до марта 2009 года[19]
- контр-адмирал Рябухин Андрей Владимирович — с марта 2009 до декабря 2010 года[20]
- контр-адмирал Лиина Виктор Николаевич[21] — с декабря 2010 года до октября 2012 года
- контр-адмирал Воробьёв Владимир Михайлович[22] — с октября 2012 года[23] до августа 2017 года
- контр-адмирал Романов Аркадий Юрьевич — с августа 2017 года до августа 2018 года
- контр-адмирал Кабанцов Константин Петрович — с августа 2018 года до ноября 2020 года
- контр-адмирал Зверев Олег Юрьевич — с ноября 2020 года до июля 2024 года.
- контр-адмирал Смирнов Дмитрий Анатольевич — с 23 июля 2024 года[24].

## Надводные корабли
- Малый противолодочный корабль «Нарьян-Мар»
- Малый противолодочный корабль «Онега»
- Большой десантный корабль БДК-55 «Александр Отраковский»
- Судно контроля физических полей СФП-286
- ТАРПКСН ТК-208 «Дмитрий Донской»